# Macromia cingulata
Macromia cingulata là loài chuồn chuồn trong họ Macromiidae. Loài này được Rambur mô tả khoa học đầu tiên năm 1842.